# الدوري الأوروبي لكرة السلة 2001-02
الدوري الأوروبي لكرة السلة 2001-02 هو الموسم 2 من  الدوري الأوروبي لكرة السلة. أشرف على تنظيمه اتحاد الدوريات الأوروبية لكرة السلة ‏، وكان عدد الأندية المشاركة فيه  32، وفاز فيه نادي باناثينايكوس لكرة السلة.